# 狸御殿
『狸御殿』は、木村恵吾原作の「オペレッタ喜劇」の総称。昭和14年 (1939) の第1作公開以来、幾度もリメイクされて今日に至る。
なお1作目の『狸御殿』はフィルムが残存しておらず、現在観ることができるのは2作目の『歌ふ狸御殿』以降である。

## 映画
- 1.『狸御殿』（たぬきごてん）
  - 公開： 昭和14年 (1939) 10月12日
  - 製作： 新興キネマ京都撮影所
  - 監督： 木村恵吾
  - 脚本： 木村恵吾
  - 音楽： 佐藤顕雄
  - 作詞： 木村恵吾
  - きぬた姫： 高山広子
  - 狸吉郎： 伊庭駿三郎
- 2.『歌ふ狸御殿』（うたう たぬきごてん）
  - 公開： 昭和17年 (1942) 11月5日
  - 製作： 大映京都第二撮影所
  - 監督： 木村恵吾
  - 脚本： 木村恵吾
  - 音楽： 佐藤顕雄、古賀政男
  - 作詞： サトウハチロー
  - お黒： 高山広子
  - 狸吉郎： 宮城千賀子
- 3.『満月城の歌合戦』（まんげつじょうのうたがっせん）
  - 公開： 昭和21年 (1946) 12月31日
  - 製作： 松竹京都撮影所
  - 監督： マキノ正博
  - 脚本： 八尋不二
  - 音楽： 仁木他喜雄、大久保徳二郎
  - 作詞： 島田磬也
  - 阿波の忍丸：小夜福子
  - 伊予の花丸：轟夕起子
- 4.『春爛漫狸祭』（はるらんまん たぬきまつり）
  - 公開： 昭和23年 (1948) 6月29日
  - 製作： 大映京都撮影所
  - 監督： 木村恵吾
  - 脚本： 木村恵吾
  - 音楽： 服部良一
  - 作詞： 西條八十
  - 狸吉郎： 喜多川千鶴
  - 満壽妃： 草笛美子
  - 夕月姫： 明日待子
- 5.『桜御殿』（さくらごてん）
  - 公開： 昭和23年 (1948) 7月1日
  - 製作： マキノ芸能社
  - 監督： マキノ真三
  - 脚本： 八尋不二
  - 音楽： 高橋半
  - 工の蘭丸：宮城千賀子
  - 蘭丸の兄織麿：オリエ津坂
- 6.『花くらべ狸御殿』（はなくらべ たぬきごてん）
  - 公開： 昭和24年 (1949) 4月17日
  - 製作： 大映京都撮影所
  - 監督： 木村恵吾
  - 脚本： 木村恵吾
  - 音楽： 服部良一
  - 作詞： 木村恵吾
  - 女王おぼろ姫： 喜多川千鶴
  - 黒太郎： 水の江瀧子
- 7.『歌うまぼろし御殿』（うたう まぼろしごてん）
  - 公開： 昭和24年 (1949) 12月27日
  - 製作： 太泉映画
  - 監督： 山本嘉次郎
  - 脚本： 山本嘉次郎、高柳春雉
  - 音楽： 浅井拳嘩
  - 作詞： サトウハチロー
  - 蝶太郎：水の江瀧子
  - ハルミちゃん：月丘夢路
- 8.『狸銀座を歩く』（たぬきぎんざをあるく）
  - 公開： 昭和25年 (1950) 4月23日
  - 製作： 大映京都
  - 監督： 加戸敏
  - 脚本： 民本敏雄
  - 音楽： 灰田勝彦、浅井拳嘩
  - 王女滝姫：水の江瀧子
  - テル子：暁テル子
- 9.『満月狸ばやし』（まんげつたぬきばやし）
  - 公開： 昭和29年 (1954) 11月8日
  - 製作： 東映
  - 監督： 萩原遼
  - 脚本： 中田竜雄
  - 音楽： 万城目正
  - 黒兵衛： 川田晴久
  - おぽん： 清川虹子
- 10.『七変化狸御殿』（しちへんげ たぬきごてん）
  - 公開： 昭和29年 (1954) 12月29日
  - 製作： 松竹京都撮影所
  - 監督： 大曾根辰夫
  - 脚本： 柳川真一、中田竜雄、森田竜男
  - 音楽： 万城目正
  - 作詞： 石本美由起
  - お花： 美空ひばり
  - 鼓太郎： 宮城千賀子
- 11.『歌まつり満月狸合戦』（うたまつり まんげつたぬきがっせん）
  - 公開： 昭和30年 (1955) 5月1日
  - 製作： 新藝術プロダクション
  - 監督： 斎藤寅次郎
  - 脚本： 中田竜雄
  - 音楽： 原六郎
  - お春、お菊：美空ひばり
  - お雪：雪村いづみ
- 12.『大当り狸御殿』（おおあたり たぬきごてん）
  - 公開： 昭和33年 (1958) 2月26日
  - 製作： 宝塚映画（東宝配給）
  - 監督： 佐伯幸三
  - 脚本： 中田竜雄
  - 音楽： 松井八郎
  - 作詞： 木村恵吾、中田竜雄
  - きぬた姫： 雪村いづみ
  - 若君狸吉郎： 美空ひばり
- 13.『初春狸御殿』（はつはる たぬきごてん）
  - 公開： 昭和34年 (1959) 12月27日
  - 製作： 大映京都撮影所
  - 監督： 木村恵吾
  - 脚本： 木村恵吾
  - 音楽： 吉田正
  - 作詞： 佐伯孝夫
  - きぬた姫： 若尾文子
  - 狸吉郎： 市川雷蔵
- 14.『花くらべ狸道中』（はなくらべ たぬきどうちゅう）
  - 公開： 昭和36年 (1961) 1月3日
  - 製作： 大映京都撮影所
  - 監督： 田中徳三
  - 脚本： 八尋不二
  - 音楽： 浜口庫之助
  - 雷吉狸・弥次郎兵ヱ：市川雷蔵
  - たより：若尾文子
- 15.『オペレッタ狸御殿』（おぺれった たぬきごてん）
  - 公開： 平成17年 (2005) 5月28日
  - 製作： 松竹、日本ヘラルド映画、ほか
  - 監督： 鈴木清順
  - 脚本： 浦沢義雄
  - 音楽： 大島ミチル、白井良明
  - 作詞： 浦沢義雄
  - 狸姫： チャン・ツィイー
  - 雨千代： オダギリジョー

## 舞台
上演記録
- 春姿狸御殿
  - 1949年1月に国際劇場にて上演。
  - 主なスタッフ：脚本-京都伸夫、演出-マキノ眞三
  - 主なキャスト：宮城千賀子、小月冴子
- 花くらべ狸御殿
  - 1949年6月に国際劇場にて上演。
  - 主なスタッフ：脚本-中田竜雄、演出-小崎政房、原作-木村恵吾
  - 主なキャスト：水の江瀧子、喜多川千鶴、月丘夢路（喜多川と月丘はダブル・キャスト）
- 満月狸合戦
  - 1949年9月に国際劇場にて上演。
  - 主なスタッフ：脚本-中田竜雄、演出-小崎政房、原作-木村恵吾
  - 主なキャスト：水の江瀧子、宮城千賀子、喜多川千鶴、月丘夢路（喜多川と月丘はダブル・キャスト）
- 唄祭り狸御殿
  - 1955年1月に国際劇場にて上演。
  - 主なスタッフ：脚本-中田竜雄、演出-小崎政房、原作-木村恵吾
  - 主なキャスト：宮城千賀子、美空ひばり、石浜朗
- 年忘れ狸御殿
  - 1957年12月に梅田コマ劇場にて上演。
  - 主なスタッフ：脚本・演出-高木史朗
  - 主なキャスト：宝塚雪組、月組、花組、星組
- 花の狸御殿
  - 1958年1月に東京宝塚劇場にて上演。
  - 主なスタッフ：脚本・演出-高木史朗
  - 主なキャスト：宝塚花組
  - 「年忘れ狸御殿」の改題再演。
- 花の狸御殿
  - 1969年に新宿コマ劇場にて上演。
  - 主なスタッフ：脚本・演出-高木史朗
  - 主なキャスト：宝塚花組
  - 再演。
- 橋幸夫公演
  - 1972年11月に新宿コマ劇場にて上演。
  - 主なスタッフ：演出-花柳啓之、
  - 第二部の歌謡ショー「橋幸夫と共に」で宮城千賀子と高田美和が〈狸御殿〉を踊る。
- 深沢版狸御殿
  - 1990年12月に博品館劇場にて上演。
  - 主なスタッフ：脚本-三谷幸喜、演出-山田和也
  - 主なキャスト：深沢敦（姫）、篠崎はるく（おだい）、片桐はいり（おまん）、今村ねずみ（弥一）、井田州彦（松平伊豆守）
  - 「深沢敦の豪華なリサイタル」第一部
- 音楽劇 狸御殿 [2]
  - 1996年に新橋演舞場にて上演。
  - 主なスタッフ：脚本-齋藤雅文、演出-宮本亜門、音楽-服部隆之
  - 主なキャスト：市川染五郎（狸吉郎）、牧瀬里穂（きぬた）、草笛光子（きららの方）
- 桜祭り狸御殿
  - 2001年4月に新宿コマ劇場・梅田コマ劇場にて上演。
  - 主なスタッフ：脚本・演出-酒井澄夫、原案-木村恵吾
  - 主なキャスト：鳳蘭、榛名由梨
- 桜吹雪狸御殿
  - 2003年4月に新宿コマ劇場・梅田コマ劇場にて上演。
  - 主なスタッフ：脚本-植田神爾、演出-酒井澄夫、三木章雄、原案-木村恵吾
  - 主なキャスト：鳳蘭、榛名由梨
- 新版桜吹雪狸御殿
  - 2004年に4月新宿コマ劇場・梅田コマ劇場にて上演。
  - 主なスタッフ：脚本・演出-植田神爾、原案-木村恵吾
  - 主なキャスト： 鳳蘭、榛名由梨
- スーパー喜劇 狸御殿 [3]
  - 2005年11月に大阪松竹座、12月に新橋演舞場にて上演。
  - 主なスタッフ：脚本・演出-齋藤雅文、エグゼクティブスーパーバイザー-市川猿之助（3代目）
  - 主なキャスト： 藤山直美（きぬた姫）、初代市川右近（織部）、藤間紫（卯月の方）
- 狸御殿-HARU RANMAN- [4]（OSK日本歌劇団）
  - 2015年4月にドーンセンター（大阪）、2016年3月に大阪ビジネスパーク円形ホールにて上演。
  - 主なスタッフ：脚本-三郷龍・井上泰治、演出-井上泰治、音楽-麻吉文、振付-藤間豊宏、奥山賀津子、ACCHY、殺陣-清家三彦
  - 主なキャスト： 真麻里都（狸吉郎）、恋羽みう（お黒）
- ミュージカル 狸御殿 [5][6]
  - 2016年8月に新橋演舞場にて上演。
  - 主なスタッフ：脚本-齋藤雅文、演出-宮本亜門、音楽-服部隆之
  - 主なキャスト：尾上松也（狸吉郎）、瀧本美織（きぬた）、柳家花緑（語り部/河童のぶく助）、翠千賀（十六夜姫）、青木さやか（そぼろ）、赤井英和（泥右衛門）、城南海（白木蓮）、土屋佑壱（おくず）、大地洋輔（おはぎ）、あめくみちこ（お蔦）、小倉久寛（餅月萬太夫）、渡辺えり（きららの方）
  - 1996年「音楽劇 狸御殿」の再演。